# Kylmäkoski
Kylmäkoski est une ancienne municipalité du sud-ouest de la Finlande, dans la province de Finlande-Occidentale et la région du Pirkanmaa. En mars 2010, Kylmäkoski a décidé de s'intégrer à Akaa au début 2011.
Kylmäkoski a longtemps appartenu à la paroisse d'Akaa. Elle n'est devenue une commune autonome qu'en 1895.
Kylmäkoski se situe à faible distance des grandes villes du pays, 150 km de Helsinki, 115 de Turku et 41 km seulement de Tampere, la capitale régionale.
Le centre administratif de la commune était traversé par la nationale 9 (E63) qui relie les deux dernières villes.
Kylmäkoski reste largement rurale, mais la présence de centres industriels importants à proximité immédiate (Toijala, Valkeakoski...) permet au taux de chômage de ne pas dépasser 11 %.
Les municipalités limitrophes sont Urjala au sud-ouest, Vesilahti au nord-ouest, Akaa au nord-est et enfin Kalvola au sud-est (Kanta-Häme).